# ويب هايز
ويب هايز (بالإنجليزية: Webb Hayes)‏ (و. 1856 – 1934 م) هو من الولايات المتحدة الأمريكية. ولد في سينسيناتي، أوهايو.
توفي في فريمونت، أوهايو، عن عمر يناهز 78 عاماً.

## التعليم
تعلم في جامعة كورنيل.

## الخدمة العسكرية
خدم في القوات البرية للولايات المتحدة.

## جوائز
حصل على جوائز منها:
- ميدالية الشرف.